# Ludwig Mecklenburg

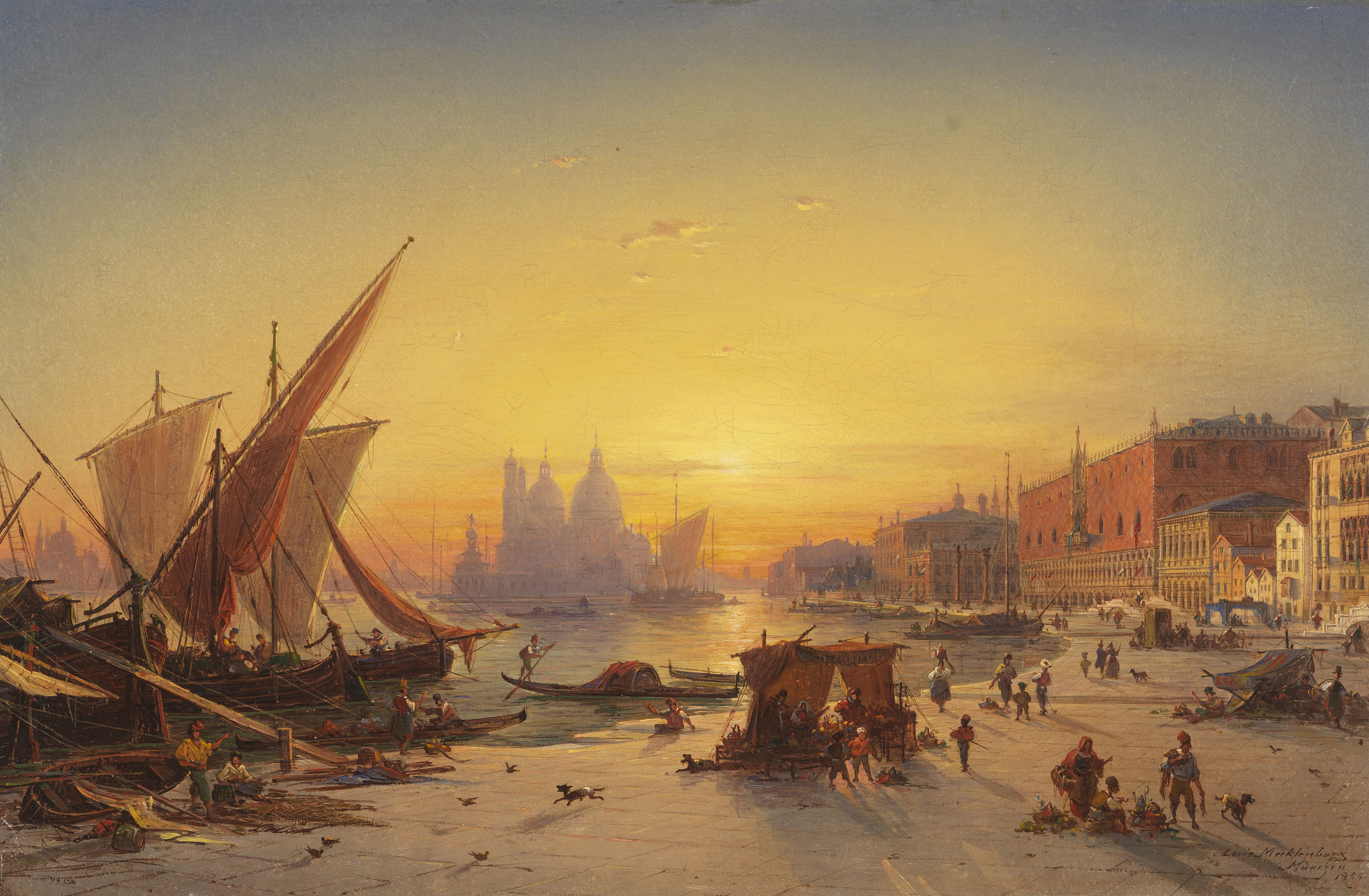
Venedig im Abendlicht

Ludwig Mecklenburg (auch Louis, * 15. September 1820 in Hamburg; † 11. Juni 1882 in München) war ein deutscher Landschafts- und Vedutenmaler, Lithograf und Grafiker.
Ludwig Mecklenburg war Schüler des Hamburger Landschafts- und Vedutenmalers Johann Joachim Faber (1778–1846) und war Mitglied im Hamburger Künstlerverein von 1832.
Nach dem Vorbild seines Meisters verbrachte Mecklenburg viele Jahre in Italien, insbesondere in Venedig und Verona. In seiner stimmungsvollen Darstellung architektonischer Bauwerke orientierte er sich an Friedrich Nerly. Seit 1843 war Mecklenburg in München tätig, wo er sein Tätigkeit stärker an Eduard Schleich, dem Älteren ausrichtete, insbesondere bei seinen Landschaftsbildern. 
Über sein Leben gibt es kaum weitere Aufzeichnungen. Mit seinen spätromantischen Darstellungen, insbesondere von Venedig, seinem Talent in der Abbildung von Bauwerken und deren Einbettung in abendliche oder nächtliche Stimmungen und Erzählungen, traf er den Geschmack der Kunstsammler und ist auch heute noch, aufgrund seines übersichtlichen Gesamtwerkes, ein gesuchter Maler. 
Sein Werk Blick auf den Bacino di San Marco von der Riva degli Schiavoni (1849), 99 × 140 cm, wurde beim Kunstauktionshaus Dorotheum in Wien 2022 für einen Zuschlagspreis von 102.400 Euro verkauft. 

## Bedeutende Werke in öffentlichen Sammlungen
- Venedig im Vollmondlicht mit Staffage, 1868, 22 × 13 cm, Lenbachhaus, München
- Der Lübecker Markt bei Mondschein, 1865, Behnhaus Därgerhaus, Lübeck
- Säulenhalle des Münsters in Konstanz, 1852 (Zeichnung), 35 x 29, Kunsthalle Hamburg